# Binovac
Binovac (cyr. Биновац) – wieś w Serbii, w okręgu podunajskim, w mieście Smederevo. W 2011 roku liczyła 428 mieszkańców.